# Klášter Altzella
Klášter Altzella (Cella Sanctae Mariae, Cella Vetus, německy také Altenzelle) je bývalý mužský cisterciácký klášter v blízkosti městečka Nossen v míšeňské diecézi, který v letech 1170–1380 sloužil také jako rodinné pohřebiště wettinské dynastie.

## Historie

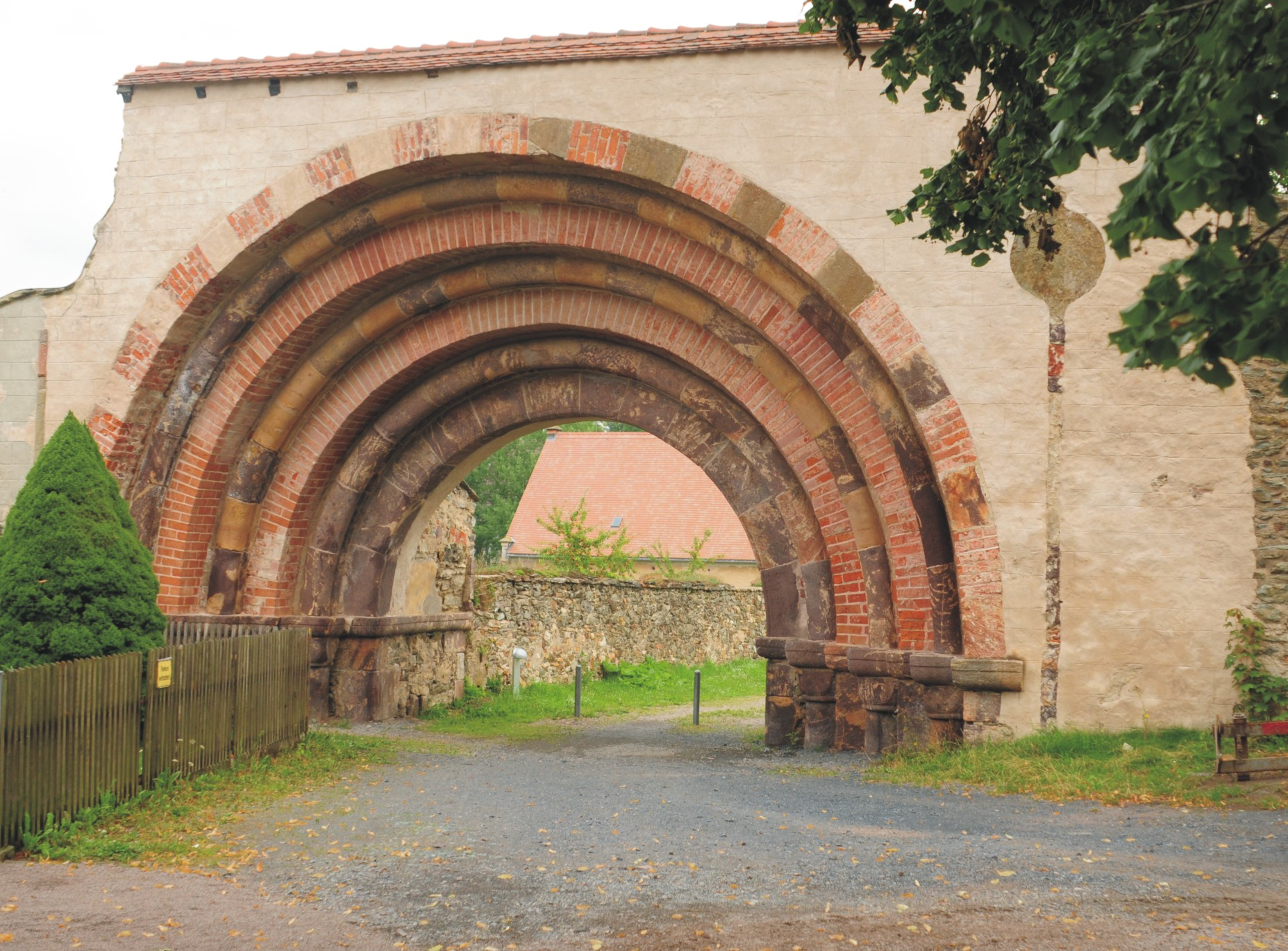
Románská vstupní brána kláštera

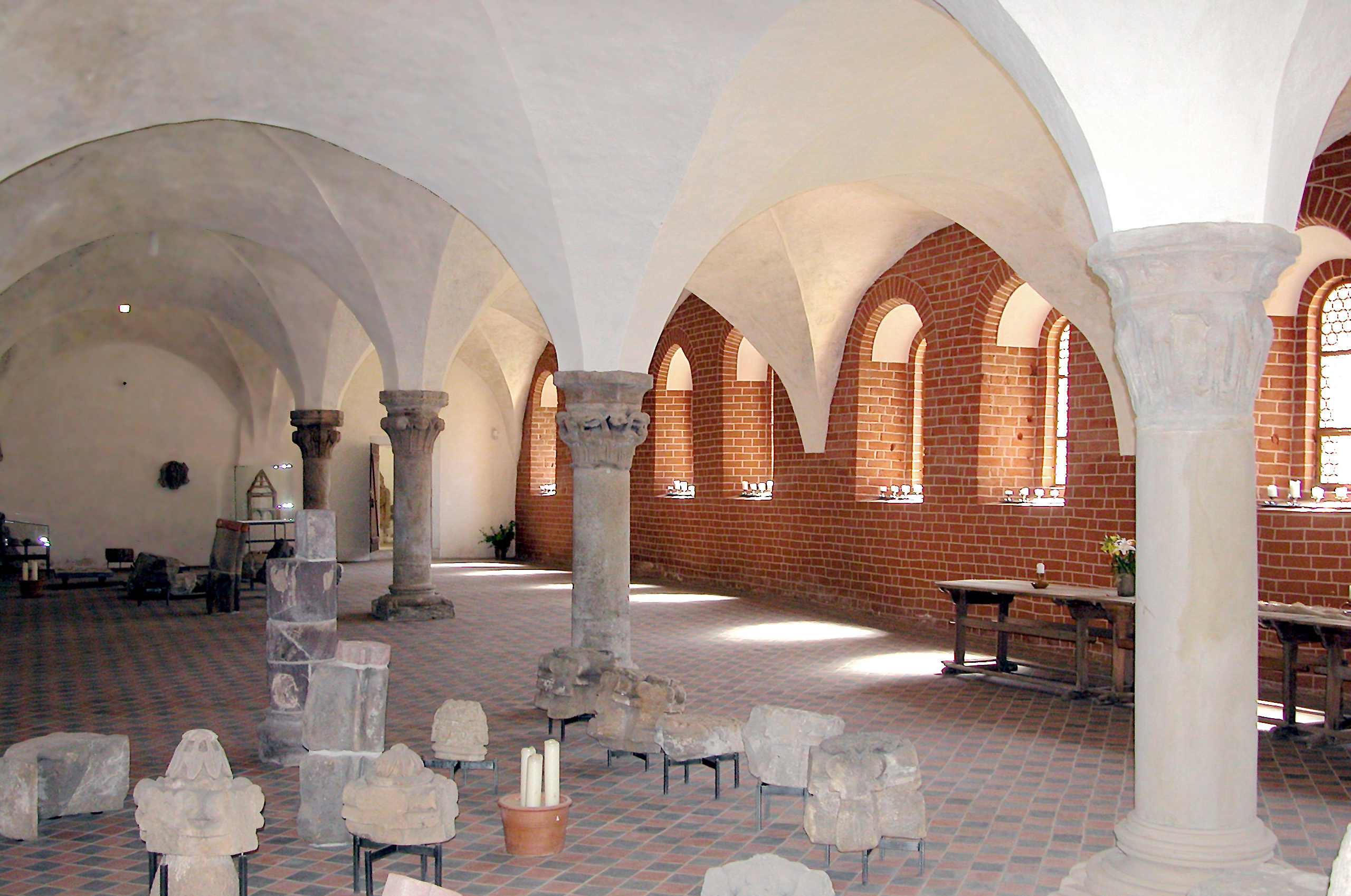
Lapidárium v domě konvršů

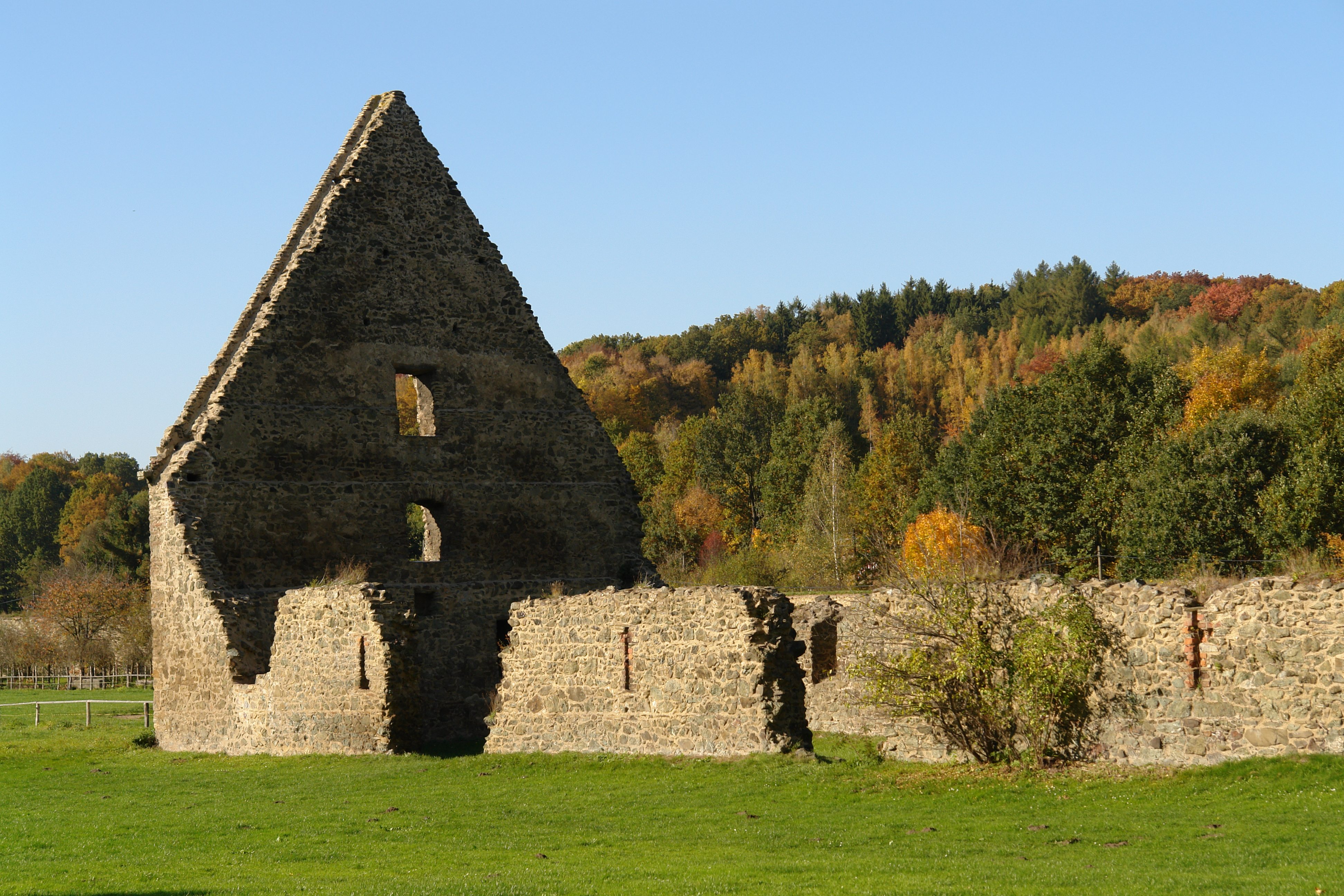
Ruiny sýpky

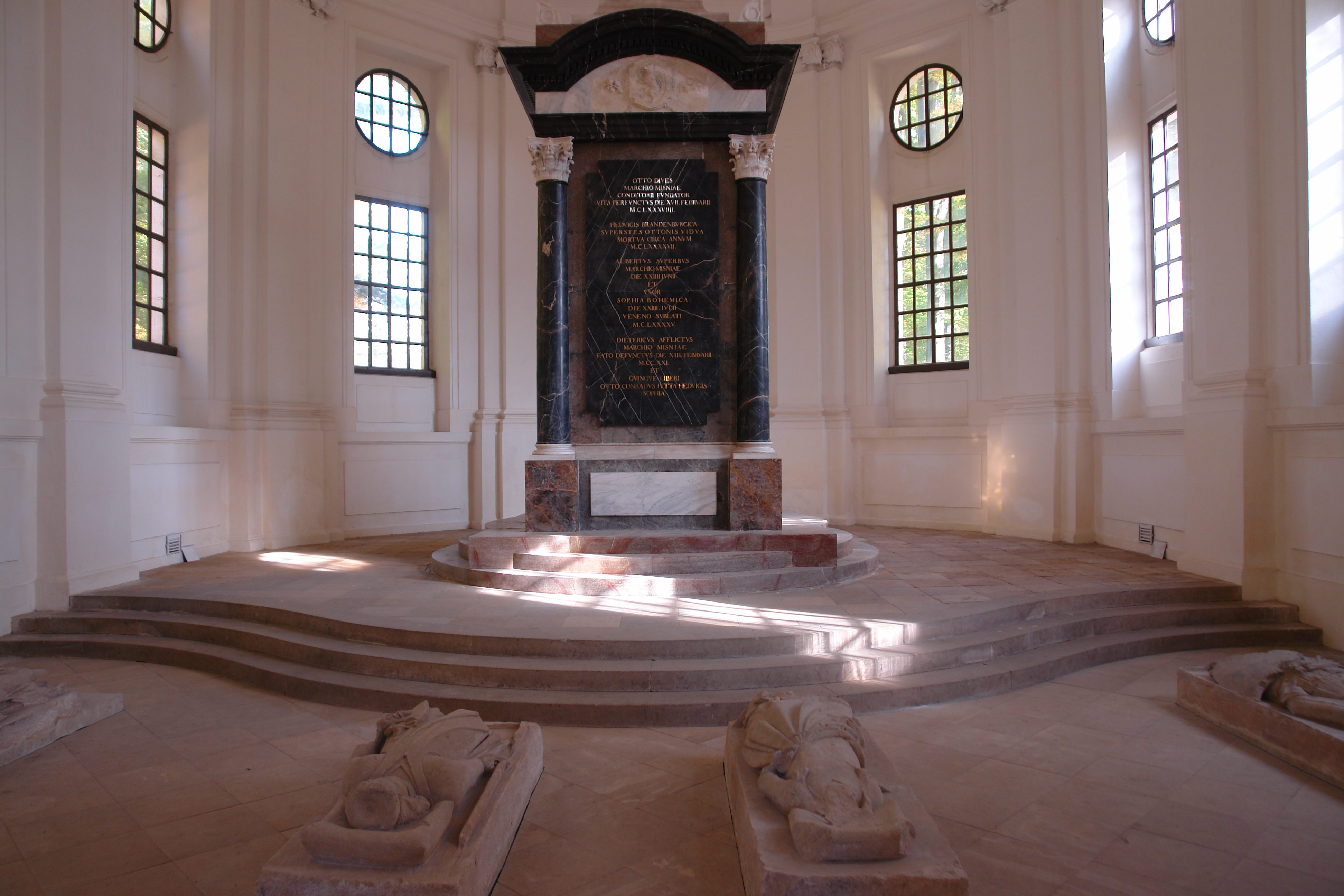
Náhrobky a epitaf Wettinů v mauzoleu

Zřízení kláštera povolili císař Fridrich Barbarossa a míšeňský markrabě Ota Míšeňský, který zde byl jako první pohřben. Klášter byl založen se zasvěcením Panně Marii jako Cella Sanctae Mariae (Marienzella) roku 1170, v linii filiace Morimondu. První konvent v čele s opatem byl povolán z kláštera Pforta. Roku 1268 zdejší mniši založili mužskou filiaci nazvanou latinky Cella nova (německy Neuzelle) a vzhledem k nové pobočce se začali označovat Altzelle jako staré opatství. Roku 1234 založili Klášter Marienthal, první ženskou řádovou filiaci v provincii Sasko a roku 1248 druhý ženský Klášter Marienstern. Největší rozkvět klášter zažil od poloviny 13. století do 15. století. Počátkem 16. století jeho hospodářství začalo upadat. Záhubou kláštera byl nástup luteránské církve a  sekularizace za Jindřicha IV. Saského.

## Architektura
Stavby měly nosné články kamenné a zdivo cihelné. Klášter měl vlastní cihelnu, ve které se pálily také cihly tvarovky (s profilovanými okraji), užívané na ostění dveří a oken, podlahové dlaždice a střešní krytina. Z většiny románských a románsko-gotických staveb se dochovaly jen ruiny, poškozené požáry z let 1577, 1680 a 1719, nebo zcela přestavěné. Značnou devastaci způsobil také odvoz kamene na stavbu zámku v Nossenu. 
- Kostel na půdorysu trojlodní baziliky s pravoúhlým závěrem byl románský, dochovaly se jen fragmenty základového zdiva jedna zeď.
- Novostavba luteránského farního kostela z roku 1565 ve stylu saské renesance využila stavební články a materiál z klášterních staveb, stavitel A. Lorentz z Freibergu.
- Patrový dům laických bratří (konvršů) - jediná z větší části dochovaná středověká budova. Byl opraven a nově zastřešen. V přízemí v někdejší jídelně (refektáři) s gotickými křížovými klenbami, jejíž část sloužila také jako pracovna, je umístěno lapidárium. V patře bývala společná ložnice (dormitář), s trámovým stropem. Po zrušení komunity konvršů sál sloužil jako klášterní knihovna o 1000 svazcích, z nichž část se dochovala v Univerzitní knihovně v Lipsku. Nyní slouží kulturním a osvětovým účelům.
- Ruina sýpky – románsko-gotická stavba z lomového kamene, původně třípodlažní, dochovala se 1 štítová zeď s otisky podlah a obvodové stěny
- Ruina opatské kaple
- Romantický park s ruinami byl založen roku 1810.
- Mausoleum Wettinů – stávající budova v areálu zrušeného kláštera byla postavena po zpustošení předchozí nekropole vojsky třicetileté války, pochází z let 1677–1680 a má klasicistní západní průčelí z let 1784–1804. Uvnitř jsou čtyři dochované figurální gotické náhrobky a v kryptě další hroby z knížecí kaple; mramorový oltář s epitafem uvádí ve výčtu 27 jmen pohřbených knížat, vesměs duryňských lantkrabat, lantkraběnek a míšeňských markrabat a markraběnek. Náhrobky: Albrecht I. Míšeňský († 1195), Jindřich III. Míšeňský; Fridrich II. Míšeňský († 1349) a jeho manželka Matylda Bavorská († 1345); jejich syn Fridrich III. Míšeňský († 1381).

## Zajímavost
Jedna středověká střešní taška je ve sbírkách Lapidária Národního muzea v Praze. 